# Leonid Krasnow
Leonid Krasnow (russisch Леонид Краснов; * 24. Januar 1988 in Leningrad) ist ein ehemaliger russischer Radrennfahrer.
Krasnow gewann mit der russischen Nationalmannschaft beim Lauf des Bahnrad-Weltcups in Cali  die Mannschaftsverfolgung.
Auf der Straße wurde er 2009 Etappensieger beim Grand Prix of Sochi, der Tour of China II und der Tour of Hainan sowie 2013 der Tour of Estonia. Mit dem Grand Prix of Moscow gewann er 2014 sein einziges Eintagesrennen des internationalen Kalenders.

## Erfolge
2008
- Weltcup Cali – Mannschaftsverfolgung (mit Artur Jerschow, Waleri Kaikow und Wladimir Schtschekunow)

2012
- eine Etappe Grand Prix of Sochi
- eine Etappe Tour of China II
- eine Etappe Tour of Hainan

2013
- eine Etappe Tour of Estonia

2014
- Grand Prix of Moscow

## Teams
- 2009 Lokomotiv
- 2011 Itera-Katusha (ab 1. Juli)
- 2012–2014 RusVelo